# Jata (Galów)
Jata – część wsi Galów w Polsce, położona w województwie świętokrzyskim, w powiecie buskim, w gminie Busko-Zdrój.
W latach 1975–1998 Jata administracyjnie należała do województwa kieleckiego.